# Scionomia parasinuosa
Scionomia parasinuosa är en fjärilsart som beskrevs av Inoue 1982. Scionomia parasinuosa ingår i släktet Scionomia och familjen mätare. Inga underarter finns listade.